# Веркоярви
Веркоярви — озеро на территории Лендерского сельского поселения Муезерского района Республики Карелия.

## Общие сведения
Площадь озера — 0,6 км². Располагается на высоте 221,1 метров над уровнем моря.
Форма озера округлая. Берега озера каменисто-песчаные.
С восточной стороны из озера вытекает ручей без названия, втекающий в озеро Гуйлли, из которого берёт начало река Комариная, впадающая в озеро Шаверы. Через последнее протекает река Лендерка.
Населённые пункты возле озера отсутствуют. Озеро расположено в 2,8 км от Российско-финляндской границы.
Код водного объекта в государственном водном реестре — 01050000111102000010939.